# Os Incríveis – O Grande Desafio
Os Incríveis – O Grande Desafio é um game show da Nat Geo, apresentado por Cazé Peçanha, que reúne apenas pessoas com habilidades mentais acima da média. Foi o primeiro programa desta natureza do canal.

## Descrição do Programa
| “ | "Os Incríveis - O Grande Desafio está em busca da mente mais extraordinária do Brasil. Nessa batalha de cérebros, vinte participantes demonstrarão todo o potencial que a mente humana e capaz de alcanc ar, superarando seus limites em desafios surpreendentes. E o mais incrível leva para casa o prêmio de 100 mil reais! SINOPSE DA SÉRIE: Quatro participantes enfrentam os limites de suas mentes para conquistar a primeira vaga na grande final, em desafios de memória visual, a longo prazo e ouvido absoluto." | ” |

## 1a Temporada
Na primeira temporada, foram convidados o humorista Márcio Ballas, o ex-jogador de vôlei Maurício Lima e a jornalista Patrícia Maldonado., além do neurocirurgião Fernando Gomes.
O vencedor foi Arilson Araripina.